# SJ Y3 sorozat
Az SJ Y3 sorozat egy svéd dízel motorvonat-sorozat volt. 1966 és 1967 között gyártotta a Linke-Hofmann az SJ részére. Összesen 6 db motorkocsi, továbbá tizenegy pótkocsi készült. Ez volt Svédország első emeletes motorvonata. Az SJ 1990-ben selejtezte a sorozatot.